# Township de Thandaunggyi
Le township de Thandaunggyi est un township du district de Pa-An, dans l’État Karen ou État de Kayin, en Birmanie. 

## Composition
Il comprend les villes de Thandaunggyi, Thandaung, Leiktho et Bawgali.